# آبريليا
آبريليا (باللاتينية: Abralia) هو جنس للسبيدج يضم حوالي 20 نوع.

## الأنواع
- آبرالية مدرعة
- آبرالية غامضة
- آبرالية عارية الوجه
- أبرالي أنداماني
- آبرالية متجانسة